# NGC 3552
NGC 3552 је елиптична галаксија у сазвежђу Велики медвед која се налази на NGC листи објеката дубоког неба.
Деклинација објекта је + 28° 41' 35" а ректасцензија 11h 10m 42,8s. Привидна величина (магнитуда) објекта NGC 3552 износи 14,5 а фотографска магнитуда 15,5. NGC 3552 је још познат и под ознакама MCG 5-27-3, CGCG 155-85, CGCG 156-6, DRCG 23-33, PGC 33932.